# Hexenturm (Burg)

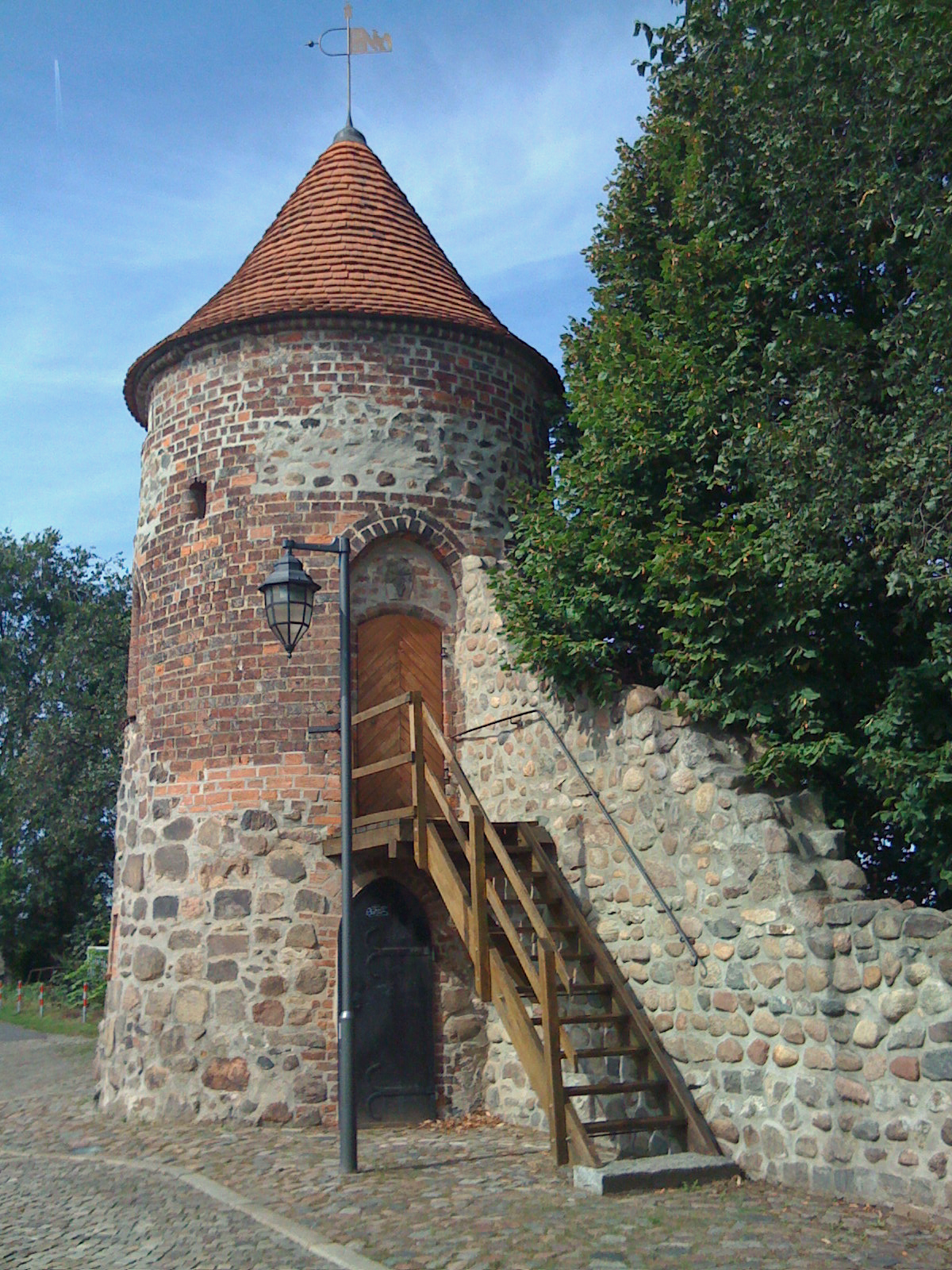
Hexenturm in Burg

Der Hexenturm befindet sich in der Burger Altstadt. Unweit vom Freiheitsturm ist er in die Burger Stadtmauer integriert.

## Geschichte
Der Hexenturm wurde im 11. Jahrhundert errichtet, wobei man annimmt, dass er zunächst viereckig war und erst gegen Ende des 15. Jahrhunderts seine runde Form erhielt. Aufgrund der Schießscharten ist davon auszugehen, dass er als Wach- und Wehrturm diente.
Zu Beginn des 17. Jahrhunderts kam es in Burg zu mehreren Hexenprozessen. Während dieser Zeit wurde der Turm als Gefängnis für die angeblichen Hexen genutzt, woher sein Name rührt. Im Turm befindet sich ein sechs Meter tiefes Verlies. Durch eine runde Öffnung im Boden konnten die Gefangenen dort hinab gelassen werden.
Die Funktion als Frauengefängnis behielt der Hexenturm bis 1846. In jenem Jahr wurde ein neues Gericht mit Gefängnis in der Burger Hainstraße erbaut.
Der Turm sollte in der Folgezeit mehrfach abgerissen werden, da es für ihn keine Verwendung mehr gab. Diese Pläne scheiterten jedoch. So wurde er bereits 1985 durch Denkmalspfleger restauriert, woran die Jahreszahl auf der Turmspitze erinnert. Zwischen 1998 und 1999 wurde er dann umfassend saniert und ist heute im Rahmen von Führungen zu besichtigen.